# Y học gia đình
Y học gia đình (tiếng Anh: Family medicine (FM), ở châu Âu: general practice (GP) (y học tổng quát)) là một ngành y học cung cấp dịch vụ y tế cho mọi người và mọi lứa tuổi. Đây là một ngành của nền y tế căn bản cung cấp dịch vụ y tế liên tục và tổng quát cho các cá nhân, gia đình đủ mọi lứa tuổi, giới tính, bệnh tật và các bộ phận của cơ thể. Dịch vụ này tập trung vào thông tin về bệnh nhân dựa vào bối cảnh trong gia đình và xã hội, với mục đích ngăn ngừa dịch bệnh và nâng cao sức khỏe.

## Đức
Bác sĩ tổng quát ở Đức là một trong 32 ngành y khoa chuyên môn. Cho tới cuối năm 2013 có khoảng 43.000 bác sĩ tổng quát ở Đức. Ngoài ra còn có một số bác sĩ nội khoa và các bác sĩ cấp cứu của các nhà thương cũng đảm nhận vai trò này. 

### Nhiệm vụ
Công việc của bác sĩ tổng quát là để cung cấp dịch vụ y tế căn bản cho mọi bệnh nhân có vấn đề sức khỏe ở cơ thể và tinh thần, khẩn cấp và lâu dài cũng như để ngăn ngừa bệnh tật và phục hồi sức khỏe. Như vậy bác sĩ tổng quát có nhiệm vụ là cố vấn đầu tiên về mọi vấn đề y tế, hướng dẫn bệnh nhân tới các bác sĩ chuyên môn. Một trách nhiệm chính khác là chữa trị các bệnh mãn tính, đặc biệt là chăm sóc các bệnh nhân cao huyết áp và bệnh tiểu đường.

## Việt Nam
Mô hình bác sĩ gia đình (Bác sĩ đa khoa) ở Việt Nam, tính tới tháng 8 năm 2015 mới triển khai 2 năm với 6 Sở Y tế áp dụng. Hoạt động bác sĩ gia đình bước đầu được tổ chức tại một số thành phố lớn như Hà Nội, Thừa Thiên Huế, TP HCM... với các mô hình khác nhau như trung tâm bác sĩ gia đình, phòng khám bác sĩ gia đình, trạm y tế có hoạt động bác sĩ gia đình. Cả nước hiện có 240 phòng khám bác sĩ gia đình, bao gồm các phòng khám lồng ghép tại trạm y tế xã, bệnh viện đa khoa và phòng khám tư nhân.